# Giải vô địch cờ vua Liên Xô

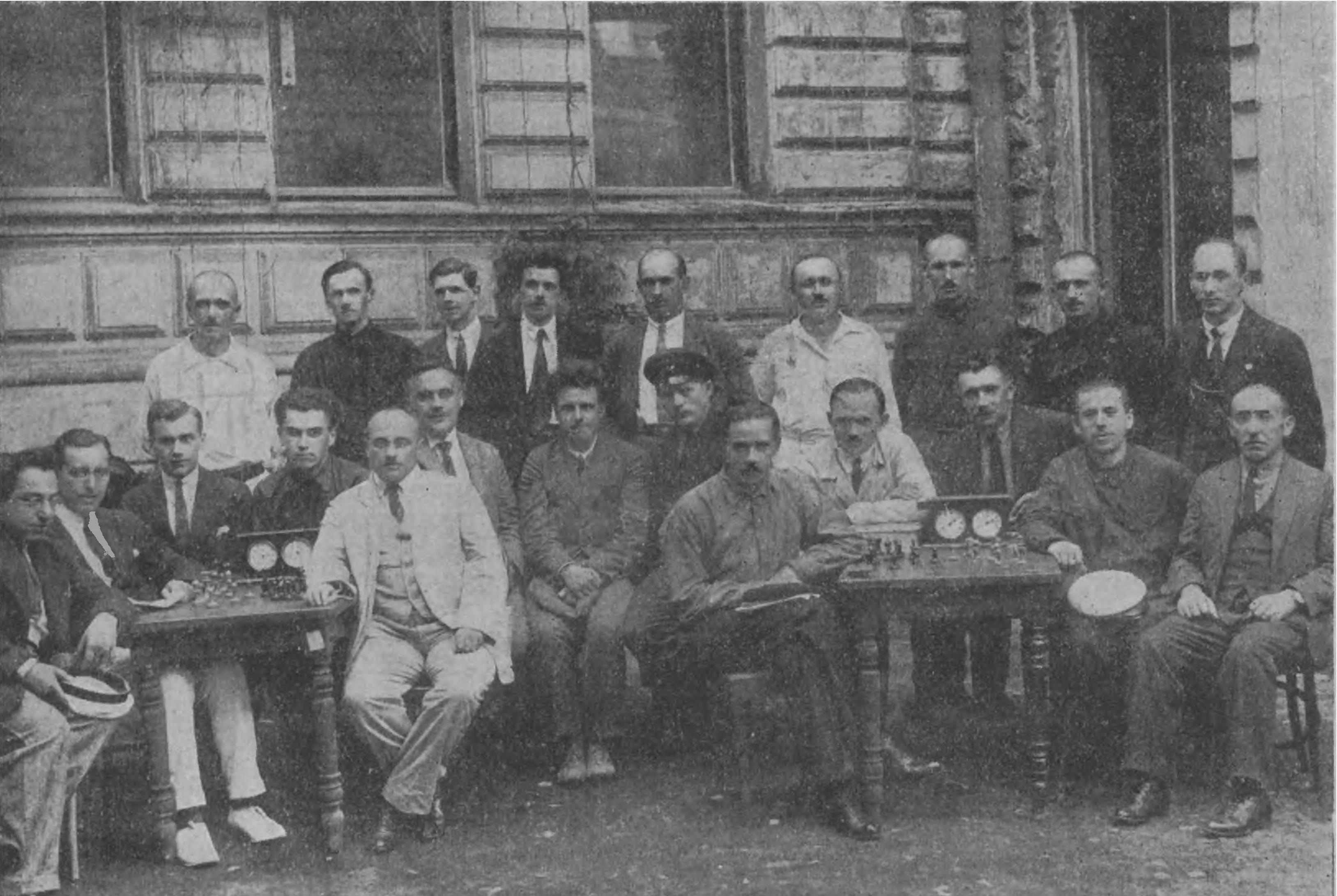
Những người tham gia Giải vô địch cờ vua Liên Xô lần thứ tư năm 1925.Ngồi (trái sang phải): Vilner, Levenfish, Rokhlin (tổ chức), GOTTHILF, I. Rabinovich, Bogolyubov (chiến thắng), Ilyin-Genevsky, Duz-Khotimirsky, Romanovsky, Sergeyev, Nenarokov, Verlinsky, A. Rabinovich.
Đứng (từ trái sang phải): von Freymann, Sozin, Eremeev (người tổ chức), Grigoriev, Zubarev, Selezniev, Kaspersky, Kutuzov, Weinstein (người tổ chức).

Giải vô địch cờ vua Liên Xô diễn ra từ năm 1921 đến năm 1991. Do Liên đoàn Cờ vua Liên Xô tổ chức, đây là giải vô địch cờ vua quốc gia mạnh nhất từng được tổ chức, với tám nhà vô địch cờ vua thế giới và bốn người thách đấu chức vô địch thế giới trong số những người chiến thắng. Giải được tổ chức như một giải đấu vòng tròn ngoại trừ giải vô địch thứ 35 và 58 chơi theo hệ Thụy Sĩ.

## Vô địch nhiều nhất
- Sáu danh hiệu: Mikhail Botvinnik, Mikhail Tal
- Bốn danh hiệu: Tigran Petrosian, Viktor Korchnoi, Alexander Beliavsky
- Ba danh hiệu: Paul Keres, Leonid Stein, Lev Polugaevsky, Anatoly Karpov

## Danh sách những người chiến thắng

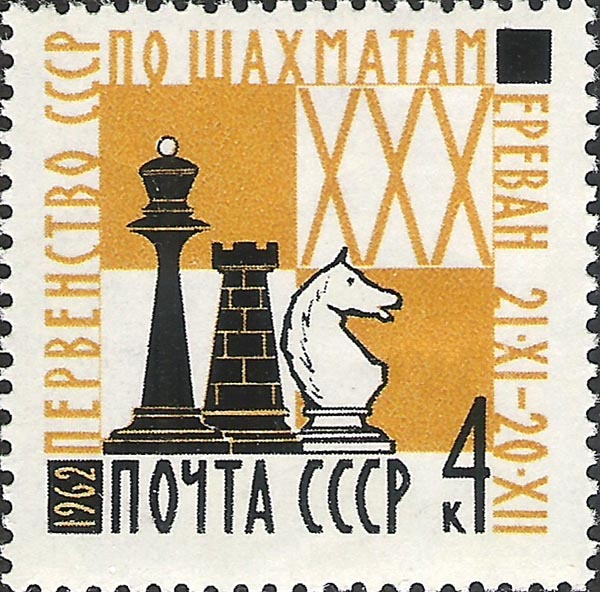
A Soviet stamp dedicated to the 1962 USSR Chess Championship

| Lần | Ngày                     | Địa điểm  | Nhà vô địch                                                        | Điểm                                                        | Ghi chú |
| --- | ------------------------ | --------- | ------------------------------------------------------------------ | ----------------------------------------------------------- | --- |
| 1   | 04–24/10/1920            | Moskva    | Alexander Alekhine                                                 | 12/15 (+9−0=6)                                              | Giải được gọi là Olympiad Cờ vua Toàn Nga vào thời điểm đó, sau được công nhận là Giải vô địch cờ vua Liên Xô đầu tiên.        |
| 2   | 08–24/07/1923            | Petrograd | Peter Romanovsky                                                   | 10/12 (+9−1=2)                                              | |
| 3   | 23/08–15/09/1924         | Moskva    | Efim Bogoljubov                                                    | 15/17 (+13−0=4)                                             | |
| 4   | 11/08–06/09/1925         | Leningrad | Efim Bogoljubov                                                    | 14/19 (+11−2=6)                                             | |
| 5   | 26/09–25/10/1927         | Moskva    | Fedor Bogatyrchuk Peter Romanovsky                                 | 14½/20 (+10−1=9) 14½/20 (+12−3=5)                           | Tất cả kết quả của Bogatyrchuk bị xóa khỏi ghi chép của Liên Xô sau khi ông di cư tới Canada và bị tuyên bố là một vô nhân vị. |
| 6   | 02–20/09/1929            | Odessa    | Boris Verlinsky                                                    | 5½/8 (+4−1=3), 4/5 (+4−1=0), and 3½/4 (+3−0=1)              | Giải đấu gồm ba giai đoạn. |
| 7   | 10/10–11/11/1931         | Moskva    | Mikhail Botvinnik                                                  | 13½/17 (+12−2=3)                                            | |
| 8   | 16 Aug–9 Sep 1933        | Leningrad | Mikhail Botvinnik                                                  | 14/19 (+11−2=6)                                             | |
| 9   | 7 Dec 1934–2 Jan 1935    | Leningrad | Grigory Levenfish Ilya Rabinovich                                  | 12/19 (+8−3=8) 12/19 (+9−4=6)                               | |
| 10  | 12 Apr–14 May 1937       | Tbilisi   | Grigory Levenfish                                                  | 12½/19 (+9−3=7)                                             | |
| 11  | 15 Apr–16 May 1939       | Leningrad | Mikhail Botvinnik                                                  | 12½/17 (+8−0=9)                                             | |
| 12  | 5 Sep–3 Oct 1940         | Moskva    | Andor Lilienthal Igor Bondarevsky                                  | 13½/19 (+8−0=11) 13½/19 (+10−2=7)                           | Mikhail Botvinnik won the Absolute Championship, 23 Mar–29 Apr 1941, Leningrad/Moscow, 13½/20 (+9−2=9)                         |
| 13  | 21 May–17 Jun 1944       | Moskva    | Mikhail Botvinnik                                                  | 12½/16 (+11−2=3)                                            | |
| 14  | 1 Jun–3 Jul 1945         | Moskva    | Mikhail Botvinnik                                                  | 15/17 (+13−0=4)                                             | |
| 15  | 2 Feb–8 Mar 1947         | Leningrad | Paul Keres                                                         | 14/19 (+10−1=8)                                             | |
| 16  | 10 Nov–13 Dec 1948       | Moskva    | David Bronstein Alexander Kotov                                    | 12/18 (+7−1=10) 12/18 (+10−4=4)                             | |
| 17  | 16 Oct–20 Nov 1949       | Moskva    | Vasily Smyslov David Bronstein                                     | 13/19 (+9−2=8) 13/19 (+8−1=10)                              | |
| 18  | 10 Nov–12 Dec 1950       | Moskva    | Paul Keres                                                         | 11½/17 (+8−2=7)                                             | |
| 19  | 11 Nov–14 Dec 1951       | Moskva    | Paul Keres                                                         | 12/17 (+9−2=6)                                              | |
| 20  | 29 Nov–29 Dec 1952       | Moskva    | Mikhail Botvinnik                                                  | 13½/19 (+9−1=9)                                             | Botvinnik defeated Mark Taimanov in a playoff +2−1=3.[1]                                                                       |
| 21  | 7 Jan–7 Feb 1954         | Kiev      | Yuri Averbakh                                                      | 14½/19 (+10−0=9)                                            | |
| 22  | 11 Feb–15 Mar 1955       | Moskva    | Efim Geller                                                        | 12/19 (+10−5=4)                                             | Geller defeated Vasily Smyslov in a playoff +1=6.[2]                                                                           |
| 23  | 10 Jan–15 Feb 1956       | Leningrad | Mark Taimanov                                                      | 11½/17 (+8−2=7)                                             | Taimanov defeated Boris Spassky và Yuri Averbakh in a playoff.                                                                 |
| 24  | 20 Jan–22 Feb 1957       | Moskva    | Mikhail Tal                                                        | 14/21 (+9−2=10)                                             | |
| 25  | 12 Jan–14 Feb 1958       | Riga      | Mikhail Tal                                                        | 12½/18 (+10−3=5)                                            | |
| 26  | 9 Jan–11 Feb 1959        | Tbilisi   | Tigran Petrosian                                                   | 13½/19 (+8−0=11)                                            | |
| 27  | 26 Jan–26 Feb 1960       | Leningrad | Viktor Korchnoi                                                    | 14/19 (+12−3=4)                                             | |
| 28  | 11 Jan–11 Feb 1961       | Moskva    | Tigran Petrosian                                                   | 13½/19 (+9−1=9)                                             | |
| 29  | 16 Nov–12 Dec 1961       | Baku      | Boris Spassky                                                      | 14½/20 (+10−1=9)                                            | |
| 30  | 21 Nov–20 Dec 1962       | Yerevan   | Viktor Korchnoi                                                    | 14/19 (+10−1=8)                                             | |
| 31  | 23 Nov–27 Dec 1963       | Leningrad | Leonid Stein                                                       | 12/19 (+6−1=12)                                             | Stein defeated Boris Spassky và Ratmir Kholmov in a playoff.                                                                   |
| 32  | 25 Dec 1964–27 Jan 1965  | Kiev      | Viktor Korchnoi                                                    | 15/19 (+11−0=8)                                             | |
| 33  | 21 Nov–24 Dec 1965       | Tallinn   | Leonid Stein                                                       | 14/19 (+10−1=8)                                             | |
| 34  | 28 Dec 1966 – 2 Feb 1967 | Tbilisi   | Leonid Stein                                                       | 13/20 (+8−2=10)                                             | |
| 35  | 7–26 Dec 1967            | Kharkov   | Lev Polugaevsky Mikhail Tal                                        | 10/13                                                       | The tournament was a 126-player Swiss.                                                                                         |
| 36  | 30 Dec 1968–1 Feb 1969   | Alma-Ata  | Lev Polugaevsky Alexander Zaitsev                                  | 12½/19 (+7−1=11) 12½/19 (+6=13)                             | Polugaevsky defeated Zaitsev in a playoff +2−1=3.[3]                                                                           |
| 37  | 6 Sep–12 Oct 1969        | Moskva    | Tigran Petrosian                                                   | 14/22 (+6−0=16)                                             | Petrosian defeated Polugaevsky in a playoff held in Feb 1970 by +2=3.[4]                                                       |
| 38  | 25 Nov–28 Dec 1970       | Riga      | Viktor Korchnoi                                                    | 16/21 (+12−1=8)                                             | |
| 39  | 15 Sep–17 Oct 1971       | Leningrad | Vladimir Savon                                                     | 15/21 (+9−0=12)                                             | |
| 40  | 16 Nov–19 Dec 1972       | Baku      | Mikhail Tal                                                        | 15/21 (+9−0=12)                                             | |
| 41  | 1–27 Oct 1973            | Moskva    | Boris Spassky                                                      | 11½/17 (+7−1=9)                                             | |
| 42  | 30 Nov–23 Dec 1974       | Leningrad | Alexander Beliavsky Mikhail Tal                                    | 9½/15 (+6−2=7)                                              | |
| 43  | 28 Nov–22 Dec 1975       | Yerevan   | Tigran Petrosian                                                   | 10/15 (+6−1=8)                                              | |
| 44  | 26 Nov–24 Dec 1976       | Moskva    | Anatoly Karpov                                                     | 12/17 (+8−1=8)                                              | |
| 45  | 28 Nov–22 Dec 1977       | Leningrad | Boris Gulko Iosif Dorfman                                          | 9½/15 (+4−0=11)                                             | A playoff, held in 1978, was drawn +1−1=4.[5]                                                                                  |
| 46  | 1–28 Dec 1978            | Tbilisi   | Mikhail Tal Vitaly Tseshkovsky                                     | 11/17 (+5−0=12) 11/17 (+6−1=10)                             | |
| 47  | 29 Nov–27 Dec 1979       | Minsk     | Efim Geller                                                        | 11½/17 (+6−0=11)                                            | |
| 48  | 25 Dec 1980–21 Jan 1981  | Vilnius   | Lev Psakhis Alexander Beliavsky                                    | 10½/17 (+8−4=5) 10½/17 (+6−2=9)                             | |
| 49  | 27 Nov–22 Dec 1981       | Frunze    | Garry Kasparov Lev Psakhis                                         | 12½/17 (+10−2=5) 12½/17 (+9−1=7)                            | |
| 50  | 2–28 Apr 1983            | Moskva    | Anatoly Karpov                                                     | 9½/15 (+5−1=9)                                              | |
| 51  | 2–28 Apr 1984            | Lviv      | Andrei Sokolov                                                     | 12½/17 (+8−0=9)                                             | |
| 52  | 22 Jan–19 Feb 1985       | Riga      | Viktor Gavrikov Mikhail Gurevich Alexander Chernin                 | 11/19 (+4−1=14) 11/19 (+6−3=10) 11/19 (+5−2=12)             | |
| 53  | 4–28 Feb 1986            | Kiev      | Vitaly Tseshkovsky                                                 | 11/17 (+6−1=10)                                             | |
| 54  | 4–29 Mar 1987            | Minsk     | Alexander Beliavsky                                                | 11/17 (+7−2=8)                                              | Beliavsky defeated Valery Salov in a playoff +2=2.[6]                                                                          |
| 55  | 25 Jul–19 Aug 1988       | Moskva    | Anatoly Karpov Garry Kasparov                                      | 11½/17 (+6−0=11)                                            | |
| 56  | 22 Sep–16 Oct 1989       | Odessa    | Rafael Vaganian                                                    | 9/15 (+5−2=8)                                               | |
| 57  | 18 Oct–3 Nov 1990        | Leningrad | Alexander Beliavsky Leonid Yudasin Evgeny Bareev Alexey Vyzmanavin | 8½/13 (+5−1=7) 8½/13 (+4−0=9) 8½/13 (+6−2=5) 8½/13 (+5−1=7) | |
| 58  | 1–13 Nov 1991            | Moskva    | Artashes Minasian                                                  | 8½/11 (+7−1=3)                                              | Minasian won this Swiss-style tournament on tiebreak over Elmar Magerramov.                                                    |